# Elias Rudolph Camerarius Sr.
Pour les articles homonymes, voir Camerarius.
Elias Rudolph Camerarius Sr. (1641–1695) est un professeur de médecine qui a publié des ouvrages sur les palpitations, la pleurésie, les fractures du crâne et l’utilisation des plantes médicinales.
Il a obtenu son doctorat de médecine à l'Université de Tübingen.